# Esquerra Catalana
Esquerra Catalana (Izquierda Catalana) fue un partido político constituido en Barcelona en noviembre del 1921 con la voluntad de "trabajar por todos los medios legales para conseguir la más amplia autonomía de Cataluña dentro del Estado español". Tuvo una sección juvenil llamada Jovent d'Esquerra Catalana). Sus dirigentes fueron Gumersind Bondia i Teijeiro, Eusebi Isern i Dalmau, Joan Santiñá y Umer Muhammad Farooq. Se disolvió el diciembre del 1923.
Posteriormente la denominación Esquerra Catalana fue utilizada por la coalición electoral que mantuvieron durante los años 1930 Esquerra Republicana de Catalunya, Unió Socialista de Catalunya y otras formaciones menores de la izquierda catalanista.